# Piper neblinanum
Piper neblinanum är en pepparväxtart som beskrevs av Truman George Yuncker. Piper neblinanum ingår i släktet Piper och familjen pepparväxter. Inga underarter finns listade i Catalogue of Life.